# تونهیتیاوا
تونهیتیاوا (به لاتین: Tunhitiyawa) یک منطقهٔ مسکونی در سری‌لانکا است که در استان مرکزی (سری‌لانکا) واقع شده‌است.